# Soltan-gjin Achmet von Magate

Titelblatt einer gedruckten Festrede von Soltan-gjin Achmet,
Helmstedt 1732

Prinz Soltan-gjin (oder -gyen) Achmet aus dem Haus Magate, russisch Султан Гин Ахмед (geb. vor 1710 angeblich in Ahmedabad, Sultanat Gujarat; gest. nach 1739) stammte nach eigener Aussage aus Ostindien und bekleidete im Mogulreich die Würde eines Raja der Provinz Malwa. Er reiste ab 1730 wegen einer angeblichen siebenjährigen Verbannung durch Europa.

## Leben
Nach seiner eigenen Darstellung stammte Soltan-gjin Achmet über seine Urgroßmutter aus dem fürstlichen „Hause Magate“, kam aus Gusurate (auch Goçurat, heute Gujarat) und war mit dem indischen Großmogul Muhammad Shah (Mahomet Xea = Fergeon Daghtar) verwandt. Wie dieser war er Muslim, wurde aber im Alter von 10 bis 14 Jahren in einem „Convent der Bengianin“ (Banyan; ein Ausdruck für indische Händler aus der Vaishya-Kaste bzw. hier als Synonym für Hindu gebraucht) mit dem Hinduismus und angeblich auch mit der Lehre des Konfuzius vertraut gemacht. Das Haus Magate habe die Rajas (Statthalter; Gouverneure) der Provinz Malwa gestellt, einer Subah (Provinz) des indo-islamischen Mogulreiches. Zwischen 1714 und 1737 regierte dort – mit zwei Unterbrechungen – der Hindu Raja Jai Singh II. aus der Kachhwaha-Dynastie. 1722/23 und von 1725 bis Ende 1728 wurde Malwa von dem Hindu Girdhar Bahadur (gest. 1728) aus einer Kayastha-Familie beherrscht. Mit beiden war Soltan-gjin Achmet nicht verwandt.
Sein Vater soll Sultan Mirow oder Sultan Mirad, seine beiden älteren Brüder sollen Skanderbeckij (Sikander Beki) und Zebchan Darassier (vermutlich: Zeb Chandar Ashiya o. ä.) geheißen haben. „Sultan Gyen Achmet“ berichtete über Zebchan Darassier: „Wegen eines mit meinem Bruder fürgefallenen Misverstandnißes halber ist von den vursagter (= dem Vorgenannten) mir die Ordre worden, aus meinem Vatterlande auff sieben Jahr zu entweichen, wannhero ich nach der mir beygewohnten Passion denen Asiatischen die Europaischen Lander zu besehen fürgezogen“.

### Bericht von der Flucht aus Indien über Niederländisch-Indien, Kapstadt und Amerika nach Europa

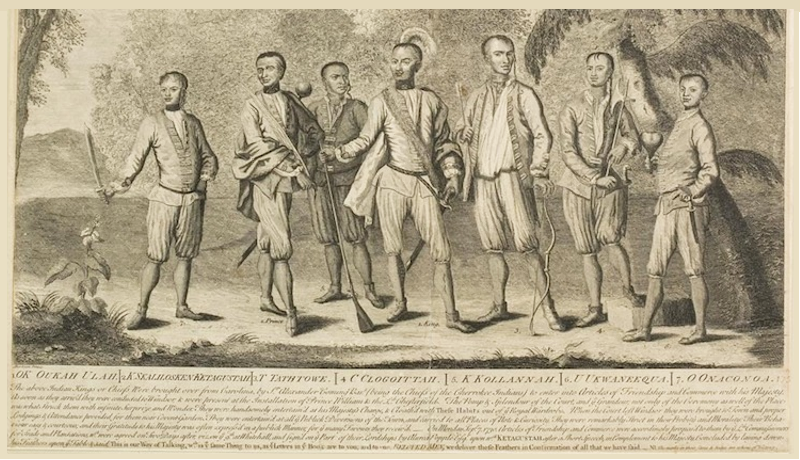
Cherokee Delegation 1730 in London

Über Bengalen sei er, von seiner Mutter mit Juwelen und Gold unterstützt, auf einem Paketschiff (Packet Jagd) nach Batavia (heute: Jakarta) geflohen und 1728 auf Anraten des Generalgouverneurs von Niederländisch-Indien Mattheus de Haan (1663–1729) mit dem Schiff Huis te Assenburg der Holländischen Ostindien-Kompanie (VOC) zum Cap de bon Espérance gefahren. Mit zwei amerikanischen „Prinzen“ (indianischen „Häuptlings“-Söhnen) sei er zunächst nach Batavia zurückgekehrt, habe dort von der Ermordung seines Bruders Zebchan Darassier und der siebenjährigen Verbannung erfahren und sei daraufhin mit den beiden Indianern in die englische Kolonie Carolina nach Amerika gefahren, schließlich 1730 in England in Europa angekommen. Soltan-gjin Achmet begleitete eine Delegation von sieben Cherokee (darunter zwei „Könige“ und zwei „Prinzen“), zu denen Ata-gul' kalu (O Onaconoa; Onkanacleah) gehörte. Die Gruppe kam im Juni 1730 mit Sir Alexander Cuming (1691–1775) auf dem Kriegsschiff (Man-of-war) HMS Fox aus Charleston über Dover zu einer Audienz bei König Georg II. von Großbritannien nach London. Soltan-gjin Achmet wurde aber „mit denenselben uneinig“, so dass er nicht wie geplant mit ihnen nach Carolina zurückkehrte.
Stattdessen habe er Holland, dann wieder London, anschließend Spanien und – zusammen mit einem Duc de Saint-Aignan – Frankreich (Paris) und Italien (Neapel, Rom, Venedig) besucht, dann sei er nach Konstantinopel gereist. Er habe sich mit Erlaubnis des damaligen Sultans Ahmed III. der Reisegruppe des osmanischen Sondergesandten Efendi Bassa Mustafa nach Wien angeschlossen. Nach einem zeitgenössischen Bericht traf „Mustapha Effendi, anderer (= zweiter) Tefterdar der Pforte,“ am 26. Mai 1731 in Wien ein, um offiziell den Regierungsantritt des neuen Sultans Mahmud I. mitzuteilen. Bassa Mustafa, der Soltan-gjin Achmet ein halbes Jahr „unterhielt“, wurde nach einer „Rebellion“ von Teilen der Janitscharen bald in die Türkei zurückgerufen und stranguliert.

### Universitätsbesucher in Deutschland und den Niederlanden

#### Prag, Ingolstadt, Gießen und Marburg
Aus Wien ging Soltan-gjin Achmet zunächst nach Prag: 

„Hier fand ich junge Leute, welche sehr frey lebten. Dies gefiel mir. Und weil sie Studenten waren, ward ich auch ein Student. Ich suchte also nur solche Oerter, wo sich Studenten aufhielten.“

Soltan-gjin Achmet begab sich nach Deutschland (Tuitschland), „um beydes die vornehmste Hoffe zu nehmen, und auff ein und andere Universität, als Halle, Leipzig, Jena und Halberstadt nützliche Studia, wißenschafften und exercitia zu erlernen“. Auch München und die Universitäten in Prag, Ingolstadt, Gießen und Marburg will Soltan-gjin Achmet besucht haben. In Gießen sei er kurzzeitig Lehrer gewesen, in Marburg habe er häufig Kontakt mit dem Philosophen Christian Wolff gehabt und im September 1731 den schwedischen König Landgraf Friedrich I. von Hessen-Kassel kennengelernt. Er sprach neben seiner Muttersprache Hindi auch einige europäische Sprachen: Italienisch, Französisch sowie etwas  Lateinisch und Deutsch, wahrscheinlich auch Niederländisch und Englisch, vielleicht Portugiesisch, das in Gujarat in der portugiesisch-indischen Kolonie Diu gesprochen wurde. Soltan-gjin Achmet interessierte sich besonders für philosophische und mathematische Kollegs. Er hörte Vorlesungen – wahrscheinlich von Christian Wolff – über die Philosophie des Konfuzius in Latein und Deutsch und las Samuel von Pufendorfs De Jure Naturae auf Latein.

#### Hessische, nassauische und Braunschweiger Residenzen
Soltan-gjin Achmet hielt sich auch einige Zeit an Höfen in Hanau, Frankfurt am Main, Darmstadt, Dillenburg, Siegen, Bevern, Kassel, Hannover-Herrenhausen, Braunschweig und Salzdahlum auf. Er berichtete von Begegnungen mit Graf Johann Reinhard III. von Hanau, Generalpostmeister Anselm Franz von Thurn und Taxis, Landgraf Ernst Ludwig von Hessen-Darmstadt, Fürst Christian von Nassau-Dillenburg, Amalie Luise verwitwete Fürstin von Nassau-Siegen, geborene Prinzessin von Kurland (1687–1750), und ihrer Schwester Eleonore Charlotte von Kurland (1686–1748), der Herzogin von Braunschweig-Wolfenbüttel-Bevern, Herzog Ernst Ferdinand von Braunschweig-Wolfenbüttel-Bevern und Prinz Wilhelm von Hessen-Kassel. In Schloss Herrenhausen traf er im Sommer 1732 den englischen König Herzog Georg II. August von Braunschweig-Lüneburg wieder, der sich an ihre Begegnung in London erinnerte.

#### Rinteln und Helmstedt

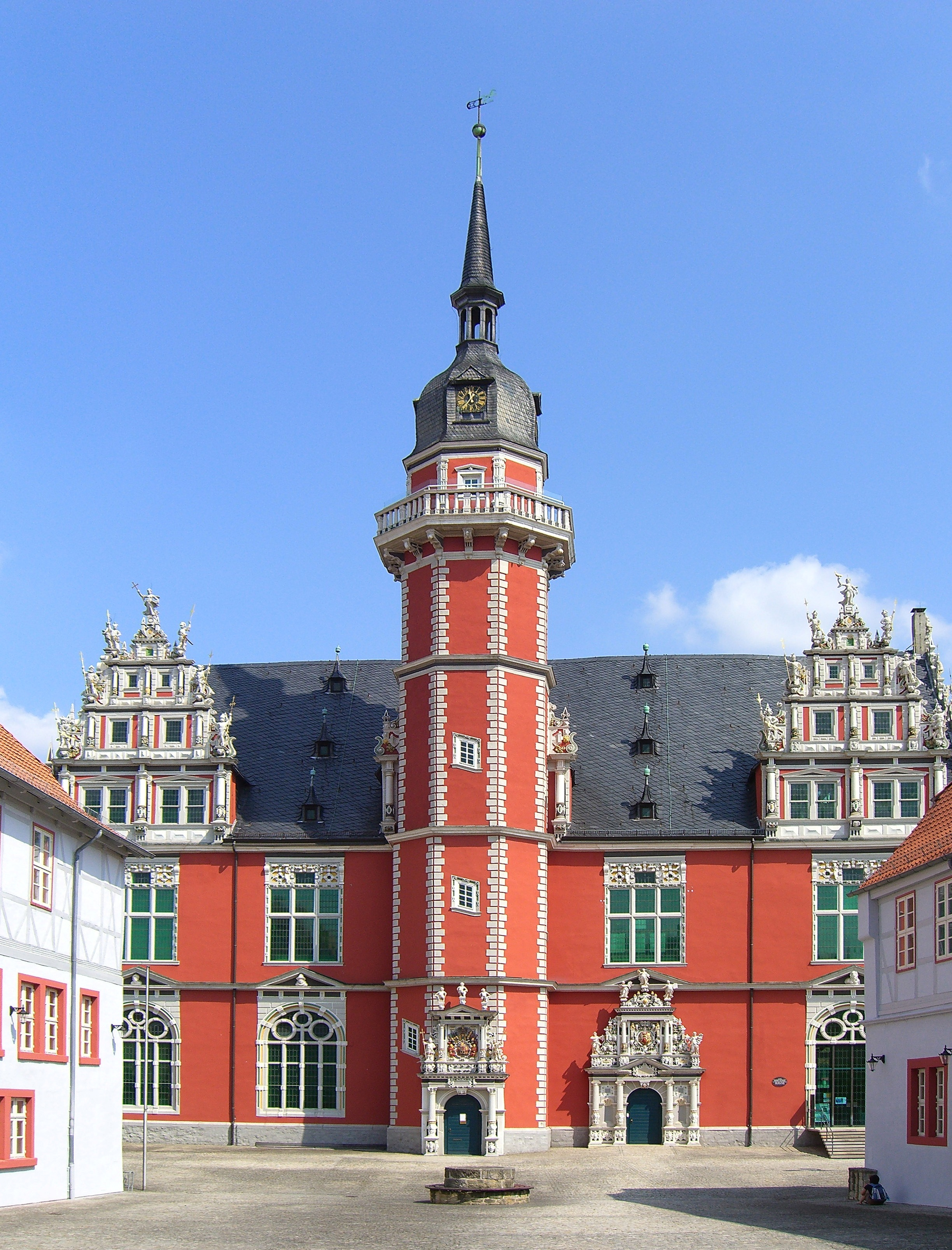
Haupt- und Hörsaalgebäude Juleum der früheren Universität Helmstedt

Prinz Wilhelm von Hessen-Kassel schickte ihn auf seine Kosten an die Universität Rinteln, an der Soltan-gjin Achmet 1732 nachweisbar ist. Er hörte dort anatomische Vorlesungen des Schweizer Professors für Medizin und Physik Franz von Ziegler (1700–1758) und geriet in einen Streit mit reformierten und lutherischen Theologen, in dessen Verlauf er unter Professor Johann Nicolaus Funck eine Rede über den „Gebrauch der Vernunft in Religions-Sachen“ verfasste. Die Universität stellte ihm ein Empfehlungsschreiben aus, mit dem er sich im September 1732 als „Soltangin Achmet, Princeps Magatensis,“ in Helmstedt immatrikulierte. Zum 47. Geburtstag von Kaiser Karl VI. am 1. Oktober 1732 hielt er dort auf Deutsch eine akademische Festrede, zu der Rektor Erhard Reusch (1678–1740) einlud. Das Studium in Helmstadt wurde ihm von Herzog Ferdinand Albrecht II. von Braunschweig-Wolfenbüttel finanziert. In Helmstädt landete er nach einer Schlägerei bzw. einem Duell („ich schlug mich zu oft“) im studentischen Arrest und wurde nach eigenen Angaben, „weil ich noch dazu im Carcer harte Reden ausgestossen hatte, … fortgejaget“; Tanzen und Fechten habe er bei seinem Aufenthalt in Frankreich gelernt.

#### Magdeburg und Zerbst
Anschließend hielt sich Soltan-gjin Achmet sechs Wochen in Magdeburg und drei Monate lang in Zerbst auf. Wahrscheinlich besuchte er die Hohe Schule Zerbst.

#### Halle
Im März 1733 immatrikulierte sich der „Indianer (= Inder) Sultan Gün Achmet“ an der Friedrichs-Universität Halle. Er legte dort ein Empfehlungsschreiben des Fürsten Johann August von Anhalt-Zerbst an den Universitätskanzler Johann Peter von Ludewig vor und bot an, „von der Einrichtung seines Vaterlandes, in geistlichen und weltlichen Sachen, zu schreiben. Weil er die Reisebeschreibungen davon sehr unrichtig finde.“ Er beabsichtige, in zwei Jahren dorthin zurückzukehren. Vizerektor Justus Henning Böhmer händigte Soltan-gjin Achmet eine auf den 21. Februar 1733 datierte (heute nicht mehr lesbare) Urkunde der Universität aus.
In Halle freundete sich Soltan-gjin Achmet mit Johann Wolfgang Brenk (1704–1789) an und quartierte sich in dessen Stube mit ein. Er trat in türkischen Kleidern auf, „war schwärtzlicher Farbe“ und trug sein Haar lang. Als Beweis seiner adeligen „mogulischen“ Abstammung zeigte Soltan-gjin Achmet Ziernarben von Sonne, Mond und Sternen (indische Devas) vor, die ihm unmittelbar nach der Geburt mit einem silbernen Griffel beigebracht worden seien. „Im Trunk war er mäßig, und genoß meistens nur Thee und Coffe. Hingegen aß er des Tages viermal. Des Nachts schwermete er mit unzüchtigen Weibsleuten herum“. Bei seiner Abreise aus Halle nach Weißenfels „vergaß“ er zwar, Brenk dessen Schlafrock und Stiefel zurückzugeben, aber er ließ eine deutsche Bibel zurück, die er von Herzogin Hedwig Friederike von Anhalt-Zerbst, geborener Prinzessin von Württemberg-Weiltingen, als Geschenk erhalten hatte.

#### Sachsen, Leiden und Utrecht
Soltan-gjin Achmet war seit seinem Aufenthalt in Zerbst im Besitz von „Recommendations-Schreiben“ des Fürsten Johann August von Anhalt-Zerbst an die Herzöge der sächsischen Sekundogenituren in Merseburg, Weißenfels, Weimar, Gotha und Eisenach, deren Höfe er vermutlich noch aufsuchen wollte. Nach seinem Aufenthalt im preußischen Halle und in Sachsen will Soltan-gjin Achmet die Universitäten Leiden und Utrecht in den Niederlanden besucht haben.

#### Hamburg und Bremen
Am 25. Januar 1734 wurde „Soltan Gün Achmet“ von dem Professor für Griechisch und Geschichte Michael Richey mit einem Willkommensgedicht in Hamburg begrüßt. Er schrieb sich am dortigen städtischen akademischen Kolleg ein und erwähnt den Professor für Rhetorik und Ethik Johann Albert Fabricius, den Syndikus Johann Julius Surland und den Ratsherren Barthold Heinrich Brockes. Im Verlaufe des Jahres 1734 kam Soltan gjin Achmet von Amadabat, der Prinz „aus dem Hause Magat mit der würde eines Rajas von der Provintz Malvay“, nach Bremen und suchte bei den Milden Stiftungen und Armenanstalten um Unterstützung nach: „Den da aber nun mehro Zeit ist, mich zur Rückreiße anzuschicken um in 17. Monaten Von jetzt mit gottlicher Hilffe wieder in meinen Vatterlande zu seyn (…) und die Reisekosten biß zur Ost Indischen Compagnie in Holland zu bestreiten habe, so ist mir darueber in so weit entfernter Fremde nichts ubrig als Ew. Ew. (= Eure) Magnificentzien um entsprechende Generösität und Hulfe zu bitten“.

### Aufenthalte in Schweden und Russland

#### Stettin, Stralsund und Stockholm

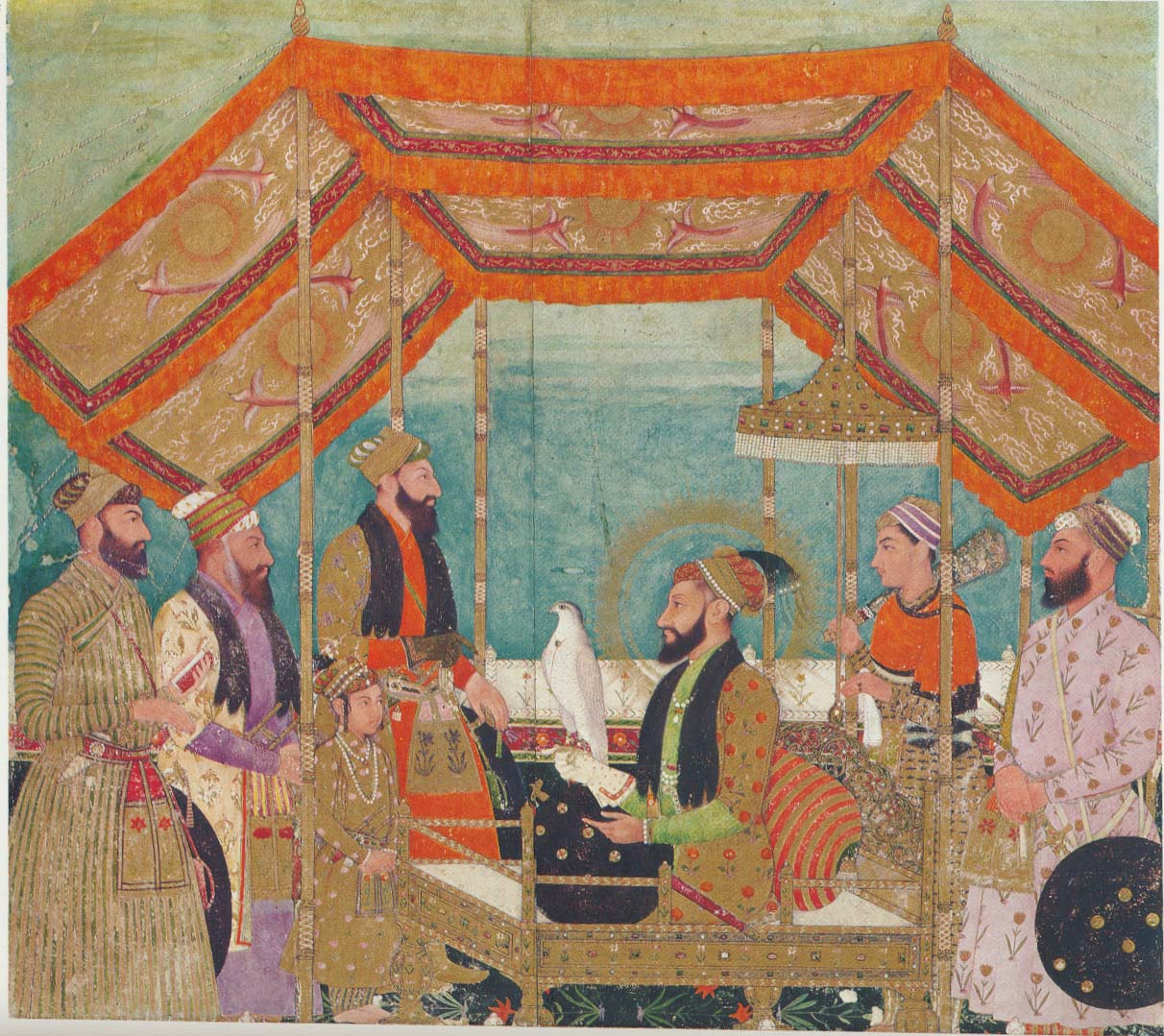
Großmogul Aurangzeb mit seinem 3. Sohn Muhammad Azam Shah,
dem Miniaturmaler Bichitr zugeschrieben, um 1660

Die erbetene Unterstützung erhielt Soltan-gjin Achmet in Bremen offenbar nicht. Er begab sich über Stettin und Stralsund nach Stockholm und plante, anschließend über Uppsala nach Sankt Petersburg zu reisen. In Schweden richtete er eine Bittschrift auf Deutsch an König Frederik aus dem Haus Hessen-Kassel, den er bereits in Marburg kennengelernt hatte. Die Supplik wurde am 21. Oktober 1734 im Senat beraten. Darin stellte er sich vor als Urenkel des Großmoguln Aurangzeb (Aurengzeb) von „Indostan“ und dessen dritter Frau (Begum), einer Tochter des Regenten zu Amadabat aus dem Haus Magate. Die Linie zu seinem Vater führte Soltan-gjin Achmet über den 5. und jüngsten Sohn des Großmoguls, Sultan Muhammad Akbar (Sultan Ekbar; 1657–1704), der nach Persien ins Exil gehen musste und sein Großvater gewesen sei. Den Thronprätendenten Neku Siyar (Necossir; geb. 1679; gest. 1720 oder 1723) beschrieb er als seinen Onkel, Muhammad Azam Shah (Azzamschaw oder Sultan Mazom) und Bahadur Shah Alam I. = Muhammad Mu’azzam (Siach Halem = Mahomet Mosen) als seine Großonkel. Jahandar Shah (Jehann Daarsiar), Farrukh Siyar (Farogsier), Rafi ud-Daulah (Refiuel Thoule) und Douver Bagh (Douverbagh) erwähnte er als seine Vettern. Sein eigenes Schicksal und das seiner Familie schilderte er ausführlich. Die Umschreibungen der indischen Personennamen in Lateinschrift bei Soltan-gjin Achmet entsprechen orthografisch einem genealogischen Tabellenwerk Johann Hübners von 1725.
Vom Königlich-Schwedischen Senat wurde Soltan-gjin Achmet zwar als möglicher Hochstapler beargwöhnt, der Staatssekretär, der mit ihm gesprochen hatte, setzte sich aber für den Bittsteller ein: Aus seiner Rede und seinem Wesen könne nicht geschlossen werden, dass alles unwahr sei; im Übrigen hatte der Prinz versprochen, der Schwedischen Ostindien-Kompanie (SOIC) nach seiner Rückkehr einen guten Dienst beim Großmogul zu leisten. Auch der aus Bremen gebürtige Präsident des Kommers-Kollegiums Daniel Niklas von Höpken (1669–1741), sein Assessor Henric Kalmeter (Kamel) (1693–1750) und der Kaufmann Henrik König (1686–1736), Direktor der SOIC, verwandten sich für ihn. Man gewährte Soltan-gjin Achmet schließlich wie anderen sogenannten morgenländischen Prinzen (så kallade österländska prinsarne) aus dem Libanon, die etwa zur gleichen Zeit auftraten (Victorius Nessar, Abu Genblat Nessar Abaisci Fürst von Chesroan (Keserwan), Joseph Abaisci), ein Gnadengeschenk von 600 Dalers silvermynt (200 Riksdalers).

#### Sankt Petersburg
„Султан Гин Ахмед (Sultan Gin Achmed)“ verließ Schweden am 14. Oktoberjul. / 25. Oktober 1734greg. und reiste mit einem Pass des russischen Gesandten beim Niedersächsischen Kreis Alexei Petrowitsch Bestuschew-Rjumin nach Sankt Petersburg, wo sein Fall am 27. Oktoberjul. / 7. November 1734greg. im Kollegium für auswärtige Angelegenheiten der russischen Kaiserin Anna beraten wurde, das Heinrich Johann Friedrich Ostermann leitete. Soltan-gjin Achmet gab an, er wolle nicht unter einem Vorwand Geld verdienen, sondern von den gelehrten Professoren in Sankt Petersburg lernen und dann nach einem Besuch in Moskau und dem Ablauf der Verbannungsfrist über Schweden, Dänemark, Holland und England in sein Vaterland zurückreisen. Die Einschätzung der russischen Behörde zu seinem Fall war allerdings eher skeptisch. Sachliche und sprachliche Ungenauigkeiten der Darstellung indischer Verhältnisse und ein türkischer bzw. deutscher Akzent in der Umschrift der indischen Namen und Titel in Soltan-gjin Achmets Bericht weisen auf einen Europäer als Verfasser hin.

### Aufenthalt in Paris

Genreszene des Rokoko im Boudoir – Satirisches Gemälde Morgendlicher Empfang der Comtesse von William Hogarth, um 1743

Jörgen Ludwig Albrecht von Rantzau (1714–1786), der sich 1732 zur gleichen Zeit in Helmstedt immatrikuliert hatte und seit dieser Zeit mit ihm befreundet war, traf „Prince Sultan Gin-Achmet, Prince Royal de Madaba (sic!, lies: Ahmadabad),“ 1739 in Paris wieder. In der erstmals auf Deutsch erschienenen Übersetzung seiner auf Französisch verfassten Memoiren heißt es dazu

„Der fremdländische Prinz galt überall als höflich und zuvorkommend. Außerdem war er stets zum Scherzen aufgelegt. Obwohl er Mohammedaner war, konnte er keiner Religion etwas abgewinnen. Wenn das gottlos ist, so ist das seine Sache. Und die meine ist es, ganz freimütig zu bekennen, daß er mir das Leben geschenkt hat, als er mir es hätte nehmen können.“

Soltan-gjin Achmet wohnte in Paris in der Rue de l'Eperon (im heutigen Quartier de la Monnaie). Er berichtete dem Grafen Rantzau, mit dem er auf die Jagd ging und unter anderem im Haus des Botschafters von Portugal Francisco Mendes de Góis (1670–1753) verkehrte, von amourösen Abenteuern (avantures) mit einer Herzogin und großzügigen Unterstützungen (bienfaits), die er von ihr und mehreren anderen bedeutenden Personen des Königreichs Frankreich erhalten hatte. Der Chevalier Alvani, ein portugiesischer Bankier, habe ihn mit seiner Tochter verheiraten wollen. Von einer geplanten Rückkehr in sein Heimatland (je m'en serois retourné dans mon païs) war weiterhin die Rede.

## Werke
- (Akademische Einladung) Augustissimo invictissimoque Principi ac Domino Carolo VI … Natalem duodequinquagesimum oratione Germanica demississime subiectissimeque gratulatur illustrissima apud Indos stirpe orivndus Soltan-gjin Achmet ad quam … I Octobris A. MDCCXXXII in Iuleo maiori audiendam … invitat Erhardus Reuschius. Paul Dietrich Schnorr, Helmstedt 1732 (Digitalisat der Herzog August Bibliothek Wolfenbüttel)
- Dem Allerdurchlauchtigsten, Großmächtigsten und Unüberwindlichsten Fürsten und Herrn, Herrn Carl dem Sechsten Erwehlten Römischen Kayser … Sollte Zu Dero glücklich erlebten Hohen Geburts-Tag, So da war der 1 October des 1732 Jahres, Jn einer öffentlichen Rede Auf der Hochberühmten Julius-Universität Jn tiefster Unterthänigkeit glückwünschen Soltan-gjin Achmet Aus dem Hause Magate in Ost-Indien, von Amadabat aus dem Königreiche Gusurate. Paul Dietrich Schnorr, Helmstedt o. J. [1732] (Digitalisat der Herzog August Bibliothek Wolfenbüttel)